# Keszthely TV
A Keszthely TV Keszthelyen és környékén fogható regionális tévécsatorna. Székhelye a város szívében található, a felújított főtérrel szemben. Jellemzője, hogy kevés munkatársa van, így mindenkinek több feladatot kell elvégezni. Keszthely és környéke híreiről, eseményeiről minden este tájékoztatást adnak a Híradóban, ami más országos és külföldi hírekkel nem foglalkozik.

## Bemutatása
A Keszthely TV műsora Keszthelyen kábelen, 37 környező településen pedig földi sugárzással fogható. A televízió 24 órán keresztül vetíti adását, ebből 8 óra a szerkesztett műsor ideje, a fennmaradó 16 órában pedig a képújság szolgáltatás történik. Összesen 10 fővel dolgoznak, illetve van még egy operatőr, aki nem állandó alkalmazott, csak néhány forgatáson vett eddig részt. Mindenkinek több feladata is lehet egyszerre, hiszen az alacsony létszám miatt egy embernek több munkakörben is helyt kell állnia. Így lehet valaki egyszerre műsorvezető, szerkesztő, operatőr vagy vágó. 
Öt műsorral szolgáltatnak naponta az érdeklődőknek friss információkat. Heti műsoruk közé tartozik a Szignatúra, amely egy kulturális magazin, a Fogadóóra, mely vendége havi rendszerességgel Keszthely város polgármestere, illetve más környékbeli képviselő, polgármester. A Keszthely Café heti közéleti jellegű műsor, amelyben egy csésze kávé mellett változatos témákról beszélgetnek, mint hobby, politika, család, sport, tudomány. Az Objektív című műsoruk az aktuális, éppen a várost érintő, vagy a lakosokat érdekelhető témákkal foglalkozik.
A Híradó hétköznaponként az esti órákban jelentkezik. A többi tévécsatornával szemben az egyik különbség az, hogy Keszthely és környéke eseményeivel, híreivel foglalkozik, nemzetközi és egyéb országos hírek közvetítése nem található meg benne. A másik különbség, hogy kis tévékhez hasonlóan 12-15 perces anyag születik naponta. Ebbe körülbelül négy darab három perces hír fér bele.

## Különleges felvételek, megjelenés
Külön műsort szántak a történeti belváros 2011 tavaszán megkezdődött újjáépítése bemutatásának. A folyamatos megfigyelés érdekében három nagy felbontású kamerával látták el a főteret, amely segítségével kétpercenként rögzítettek egy-egy állóképet, így a bő egyéves munkálatokról folyamatosan tudtak használható információkkal szolgálni. A műsor havonta jelentkezett beszélgetésekkel hol a polgármesterrel, hol pedig a főépítésszel. Idén júliusban került átadásra a megújult főtér egy három napos ünnepség keretében.
Mindezek mellett saját honlapot is fenntartanak, amit állandó jelleggel frissítenek, lehetőséget nyújtva ezzel is azoknak, akik a tévében nem tudták műsoraikat megtekinteni. Az egyik legnépszerűbb közösségi oldalon is megtalálhatóak.

## Története
A Keszthelyi Televízió az országban ötödikként, Zala megyében elsőként kezdte meg adását 1985. február 25-én. 1995 végéig város intézményként, következő év elejétől Keszthely város egyszemélyes Kft-jeként, 2013 januárjától Nonprofit Kft-ként működik.